# Coast of Bays Regional Service Board
Het Coast of Bays Regional Service Board is een regional service board (RSB) in Newfoundland en Labrador, de oostelijkste provincie van Canada. De op een intercommunale gelijkende organisatie staat officieel in voor het afvalbeheer in de afgelegen Zuid-Newfoundlandse kustregio Coast of Bays.
De publieke entiteit bestaat vanwege de inactiviteit van de raad echter vrijwel uitsluitend op papier  waardoor het provinciaal afvalbeleid er nauwelijks uitgevoerd wordt.

## Geschiedenis

### Oprichting
Op 22 oktober 2015 richtte het provinciebestuur van Newfoundland en Labrador het Coast of Bays Regional Service Board op. Het werd daarmee het zevende RSB in de provincie (anno 2025 telde de provincie er acht). De creatie van het RSB paste in de provinciale strategie tot invoering van een beperkte vorm van regionaal bestuur, daar Newfoundland en Labrador als enige Canadese provincie geen deelregio's kent.

### Inactiviteit
Het Coast of Bays Regional Service Board (ook de Coast of Bays Waste Management Authority genoemd) bestaat, na eerst zo'n twee jaar beperkt actief te zijn, de facto uitsluitend op papier daar de intergemeentelijke raad inactief is.
Eind 2019 – ruim vier jaar na de oprichting van het RSB – stelde de provincie vast dat in de regio Coast of Bays weinig vooruitgang geboekt is in het toepassen van de provinciale afvalbeheersstrategie. Alle lokale besturen blijven er op het vlak van afvalbeleid eigengereid optreden door ieder apart vuilnisophaling – zonder enige vorm van sortering – te organiseren en het afval daarna te storten in dertien verschillende vuilnisbelten (op een totaal van veertien lokale besturen). Enkele lokale besturen hanteren een afzonderlijk composteringsbeleid voor groenafval.
De Coast of Bays is voorts de enige regio waar tussen de publicatie van de Provincial Solid Waste Management Strategy in 2002 en de studie uit 2019 geen enkele vuilnisbelt gesloten werd. Dat terwijl elders in de provincie, voornamelijk door de samenwerking die RSB's mogelijk maakt, in die periode meer dan honderd lokale vuilnisbelten opgedoekt werden (ofwel 72% van alle vuilnisbelten). In april 2019 trok de brandweercommandant van Milltown nog aan de alarmbel door de geregelde branden op zowel sluikstortlocaties als op de ouderwetse vuilnisbelten, onder andere na een recente brandhaard waarbij rook en smeulend plastic terechtkwam in de gemeentelijke drinkwatervoorziening.
Behalve de inactiviteit van de door de provincie opgerichte raad is er ook geen andere structurele vorm van samenwerking tussen de dorpen op het vlak van afvalbeleid. De burgemeesters van de verschillende lokale besturen vergaderen er wel in een algemeen "burgemeesterscomité", al is afvalbeleid daar slechts een van vele thema's. Van de zeven andere RSB's zijn er ter vergelijking vijf volledig functioneel en in lijn met de provinciale strategie, met daarnaast twee andere die net als het Coast of Bays RSB inactief zijn. In de twee andere RSB's met een inactieve raad (het Discovery RSB en het Baie Verte Peninsula - Green Bay RSB) bestaat er daarentegen wel een zekere samenhang en samenwerking qua afvalbeleid tussen de afzonderlijke lokale besturen.

### Fusieplannen
Het voormelde rapport van het Department of Municipal Affairs and Environment met betrekking tot de provinciale afvalbeheersstrategie werd op 29 januari 2020 publiek gemaakt. Daarin werd onder meer geadviseerd om over te gaan tot een fusie van het Coast of Bays RSB, Central RSB, Western RSB, Northern Peninsula RSB en Baie Verte Peninsula - Green Bay RSB tot een enkele entiteit bevoegd over heel West- en Centraal-Newfoundland. Een andere optie was een fusie tussen enkel het Coast of Bays RSB en het (functionele en veel grotere) Central RSB. Anno 2024 zijn er echter nog geen concrete stappen in de richting van een fusie gezet.

## Werkingsgebied
In de onderstaande lijst staan de elf gemeenten, twee local service districts en het indianenreservaat vermeld die deel uitmaken van de Coast of Bays Region, namelijk het gebied waar het Coast of Bays Regional Service Board officieel gezien de bevoegdheid heeft om een afvalbeheerssysteem uit te bouwen, uit te baten en te onderhouden. Het betreft een gebied met zo'n 7.100 inwoners.
- Belleoram (gemeente)
- Gaultois (gemeente)
- Harbour Breton (gemeente)
- Hermitage-Sandyville (gemeente)
- McCallum (local service district)
- Milltown-Head of Bay d'Espoir (gemeente)
- Morrisville (gemeente)
- Pool's Cove (gemeente)
- Rencontre East (gemeente)
- Samiajij Miawpukek (indianenreservaat)
- Seal Cove (gemeente)
- St. Alban's (gemeente)
- St. Jacques-Coomb's Cove (gemeente)
- St. Joseph's Cove-St. Veronica's (local service district)